# Anthony B
Anthony B, pseudonimo di Keith Blair (Kingston, 31 marzo 1976), è un cantante reggae giamaicano.

## Biografia
È uno dei più noti portavoce viventi della cultura afro-giamaicana ed uno tra i più apprezzati e seguiti artisti sulla scena reggae mondiale, nonché uno dei più prolifici: i suoi continui tour mondiali hanno toccato tutti i continenti, con decine e decine di date ogni anno tra Europa, America, Africa, Asia e Oceania.
Come i colleghi Sizzla e Capleton, fa parte del movimento dei Bobo Shanti (una corrente mistica del Rastafarianesimo),  e dunque appare spesso in contrasto con le posizioni e la politica della Chiesa cattolica romana.
Sin da piccolo è stato un grande ammiratore di Peter Tosh, che spesso è citato e tributato da cover durante i suoi concerti, anche se oggi Anthony B ha un repertorio talmente vasto e conosciuto che ne fa uno dei maggiori pionieri della musica reggae. Il suo marchio di fabbrica è l'esibizione dal vivo, una delle più energetiche e coinvolgenti del panorama reggae e dancehall mondiale.
È conosciuto anche coi soprannomi di "Original Fireman" e "Mr Yaggayow".
Il primo grande successo è la controversa "Fire pon Rome", risalente al 1994: il riferimento esplicito al fuoco (seppur spirituale) sul Vaticano, ma soprattutto la condanna esplicita di celebri personaggi della politica e dell'economia giamaicana, hanno determinato la censura radiofonica della canzone ed una serie di problemi personali per il giovane artista.
Con altre grandi hit come "Raid the Barn", "Hurt the heart", "Police", "World a Reggae", "Good Cop Bad Cop", "Waan Back", "My yes and my no", "Freedom Fighter", Anthony B si afferma come uno dei massimi esponenti del new roots a cavallo tra Anni Novanta e Duemila, al pari di Buju Banton, Sizzla e Capleton.
Ha collaborato con alcuni tra i maggiori nomi della black music americana, come Snoop Dogg, Wyclef Jean e Bone Crusher.
A fine 2012 un malore sul palco dovuto alla disidratazione a Dallas (Texas), lo ha costretto ad interrompere il tour americano e rimandare quello europeo.
Dal 2016 ha deciso di festeggiare il proprio compleanno in Puglia (2016 e 2017 nel Salento, 2018 a Bari).

## Discografia

### Album
- Predator & Prey (1996, Alpha Enterprises)
- Real Revolutionary / So Many Things (1996, Greensleeves)
- Universal Struggle (1997, VP Records)
- Seven Seals (1999, VP Records)
- That's Life (2001, VP Records)
- More Love (2001, AO ! Records)
- Live On The Battlefield (2002, Jahmin' Records)
- Reggae Max (2002, Jet Star)
- Street Knowledge (2003, VP Records)
- Judgment Time (2003, 2B1 Records)
- Smoke Free (2003, Bogalusa Records)
- Voice Of Jamaica vol. 2 (2003, Nocturne)
- Wise Man Chant (2004, Black Scorpio)
- Justice Fight (2004, Nocturne)
- Untouchable (2004, Togetherness Records)
- Powers Of Creation (2004, Nocturne)
- Black Star (2005, Greensleeves)
- My Hope (2005, AL.TA.FA.AN. / Minor 7 Flat 5)
- Confused Times (2005, Penitentiary)
- Gather and Come (2006 Penitentiary)
- Suffering Man (2006 Tad's Records)
- Higher Meditation (2007 Greensleeves)
- True Rastaman (2008 Penitentiary Records)
- Life Over Death (2008 Trendsetter)
- Rise Up (2009)
- Rasta Love (2011)
- Freedom Fighter (2012, VP/ Irievibration)
- Tears of Luv (2015, Born Fire Music)

### Raccolte
- Chanting Down Babylon (1997, Power Play); live, with Buju Banton
- 2 Strong (1998, Star Trail/VP Records); with Sizzla
- Anthony B & Idren (1998, Jamaican Vibes)
- Anthony B & Friends (1998, Rhino Records)
- Nazarene Vow (1999, Records Factory); with Junior Timba
- 3 Wise Men (1999, J&D); with Sizzla and Luciano
- One Mission (1999, J&D); with Capleton
- Saddle To The East (2001, Brick Wall); with Jah Mason and Steve Machete
- 4 Rebels (2001, VP Records); with Sizzla, Luciano, and Yami Bolo
- The Five Disciples (2001, Penitentiary / Jet Star); with Sizzla, Luciano, Junior Kelly, and Capleton
- We Three Kings (2001, AO ! Records); with Sizzla
- We Three Kings (2002, Navarre); with Capleton and Luciano
- Four The Hard Way (2002, City Hall); with Capleton, Sizzla, and Luciano
- Kings Of Zion (2002, Jet Star); with Capleton, Sizzla, and Junior Kelly
- 5 Blazing Fires (2002, Fire Ball); with Admiral Tibbett, Sizzla, Capleton, and Michael Fabulous
- Five Disciples Part II (2003, Jet Star); with Capleton, Luciano, Sizzla, and Jr. Kelly
- Kings Of Zion vol. 3 (2005, Charm); with Capleton, Sizzla, and Turbulence
- Jah Warriors vol. III (2005, Penitentiary); with Luciano
- Memories vol.II (Born Fire Music)